# جورج بريتون
جورج بريتون (بالإنجليزية: George Britton)‏ (7 فبراير 1843 في المملكة المتحدة - 3 يناير 1910) هو لاعب كريكت بريطاني (وحمل سابقاً جنسية المملكة المتحدة لبريطانيا العظمى وأيرلندا).